# Most drogowy w Nowej Pasłęce
Most drogowy w Nowej Pasłęce – most typu Baileya na rzece Pasłęka w miejscowości Nowa Pasłęka.

## Historia
Geneza mostu związana jest z powojenną odbudową Gdańska. Most pierwotnie zbudowany został w 1958 roku na Motławie w „czynie społecznym” przez wojsko dla mieszkańców miasta. Łączył Wyspę Spichrzów z ul. Ułańską. Była to konstrukcja typu Baileya, wykorzystywana przez wojsko w czasie II wojny światowej w celu szybkiego przewożenia i montowania gotowych segmentów w całość w docelowym miejscu. Most ten miał 55 metrów długości i oddany został do użytku na Motławie w Gdańsku 1 września 1958 roku. W pierwszych miesiącach był przeznaczony dla ruchu pieszego. Wkrótce położone zostały na nim tory tramwajowe (jeden tor) i, oprócz nadal istniejącego przejścia dla pieszych, kursowały po nim tramwaje w obu kierunkach.
W 1992 roku zlikwidowane zostało torowisko na moście, a w marcu 1993 most ostatecznie zamknięto dla ruchu pieszego. 25 czerwca 1994 most został zdemontowany na koszt gminy Braniewo, która zamierzała zamontować tę konstrukcję w miejscowości Nowa Pasłęka na rzece Pasłęce w pobliżu jej ujścia do Zalewu Wiślanego. Dotychczasowy stary drewniany most w Nowej Pasłęce nie nadawał się już do użytku, tylko do rozbiórki. Ta  nienowa, ale za to dużo solidniejsza od poprzedniej, bo stalowa, konstrukcja okazała się „budżetowym” rozwiązaniem problemów mieszkańców, którzy nie tylko pomogli w rozbiórce starego mostu, ale też zadeklarowali pomoc pieniężną w wysokości 100 mln ówczesnych złotych. 
Konstrukcja nowego mostu została przedłużona do 80 m długości. Całkowity koszt prac wyniósł 1,7 mld starych polskich złotych, wykonawcą była firma „Stalbet-Projekt” Ryszarda Kosobudzkiego. Pierwszy termin ukończenia budowy, ustalony na 30 listopada 1994, nie został przez firmę dotrzymany. Konstrukcja oddana została do użytku dla ruchu pieszego 6 stycznia 1995 roku, pierwszym honorowym przechodniem była Helena Kozłowska, matka sołtysa w Nowej Pasłęce. Na uroczystości, oprócz przedstawicieli wykonawcy, obecni byli przedstawiciele samorządów lokalnych, a także wicewojewoda województwa elbląskiego (w którym wówczas znajdowała się Nowa Pasłęka) Jerzy Konarzycki. Niestety, aby z mostu mogły korzystać samochody, konieczne było jeszcze wykonanie podjazdów. 25 sierpnia 1995 nastąpiło drugie otwarcie mostu z uroczystym przecięciem wstęgi m.in. przez wójta, burmistrza Tadeusza Kopacza i z poświęceniem budowli przez proboszcza parafii Świętego Krzyża w Braniewie o. Franciszka Włodykę. Most połączył znajdujące się na dwóch stronach rzeki miejscowości Starą i Nową Pasłękę. Toteż po otwarciu budowli mieszkańcy urządzili zabawę taneczną, która trwała niemal do białego rana.
Przy samym moście znajduje się przystań żeglarska Pętli Żuławskiej z betonowym nabrzeżem i stanowiskami do cumowania dla około 22 jednostek.
W 2019 roku most był remontowany.

## Podstawowe dane techniczne
- most zwodzony (czynny jako most stały)
- długość: 80 m[11]
- długość przęsła zwodzonego: 8 m[1]
- prześwit: 2,4 m przy SSW[12]

## Galeria zdjęć

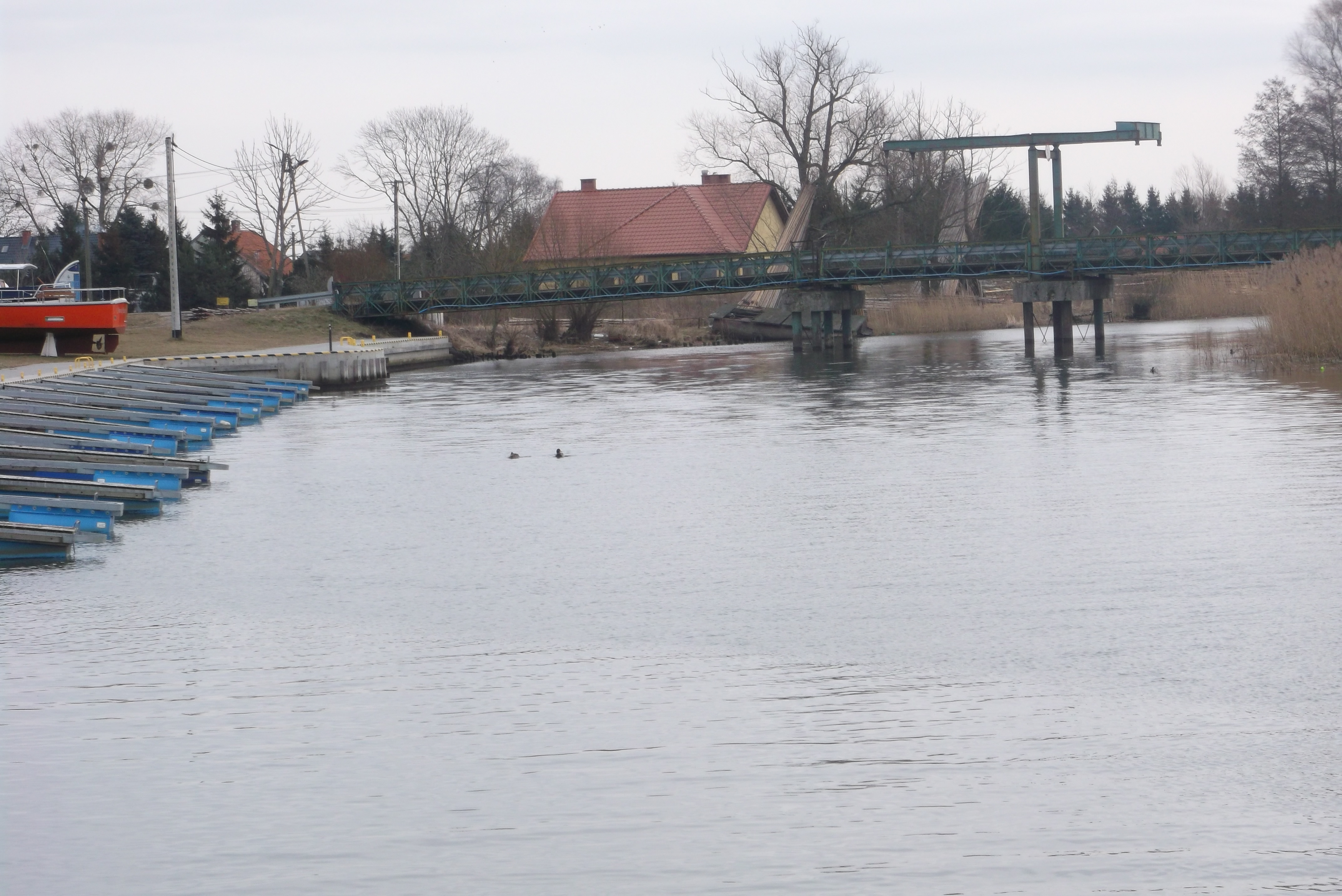
Most w roku 2015
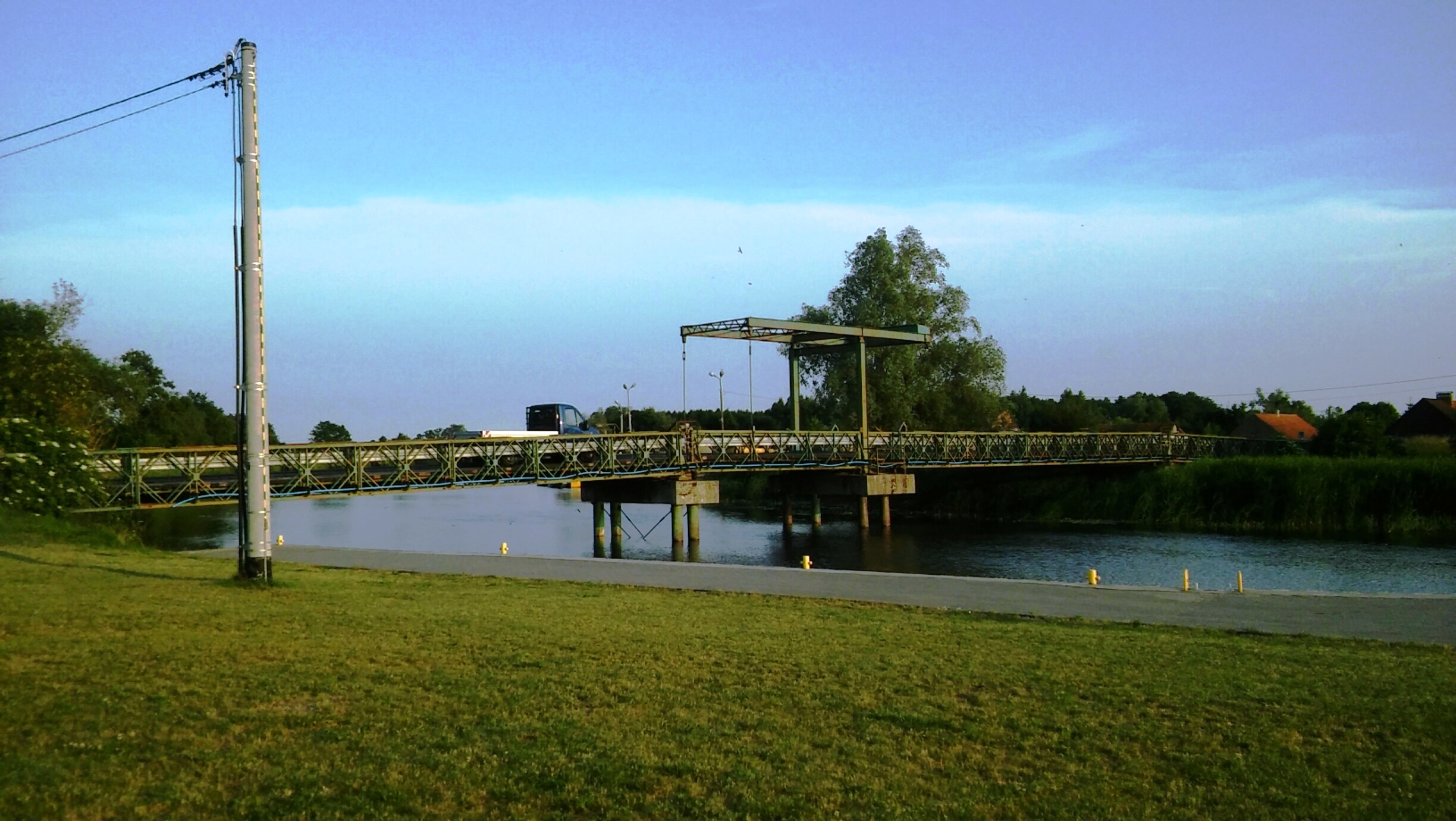
Most w roku 2017
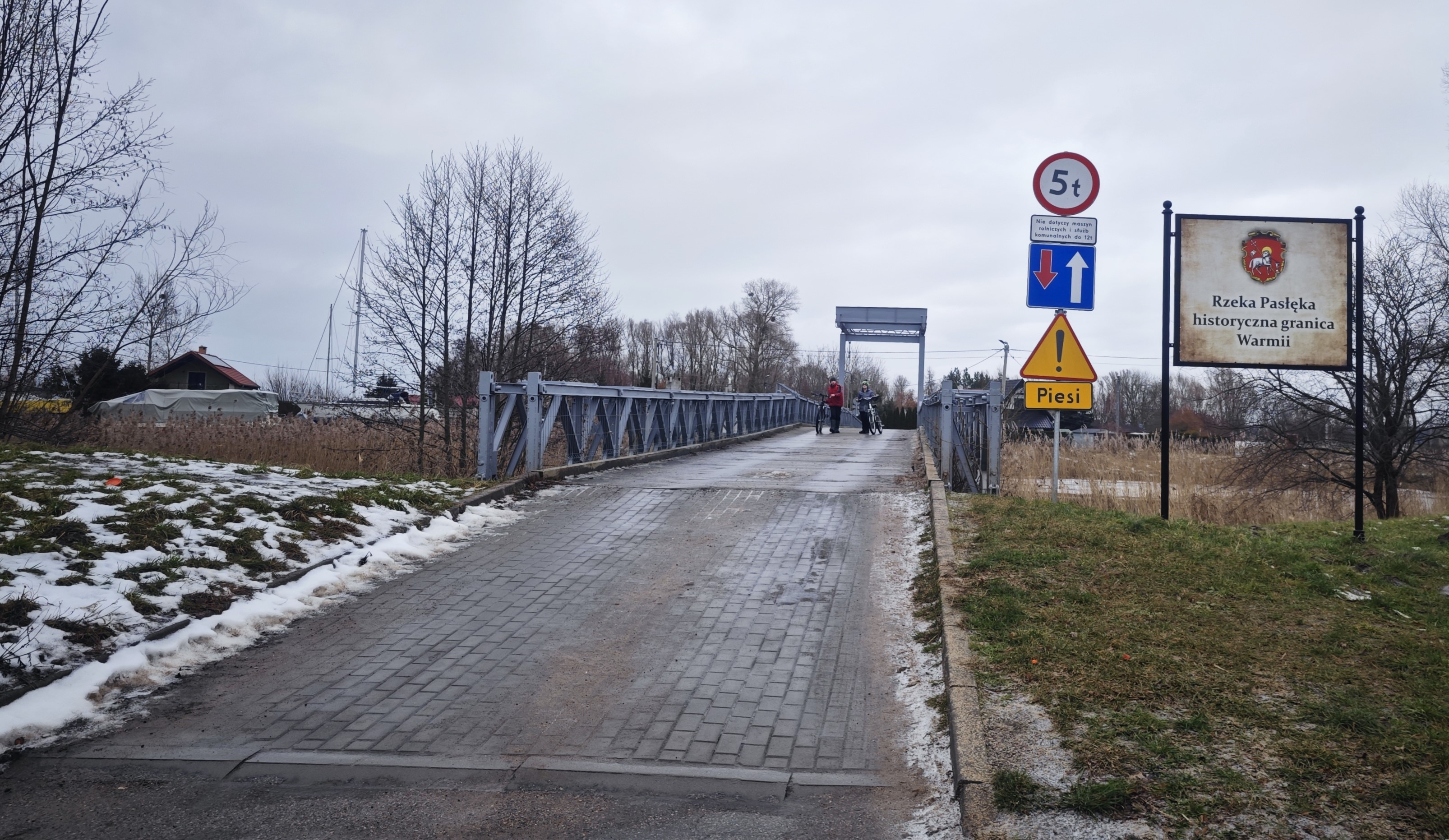
Most w roku 2024
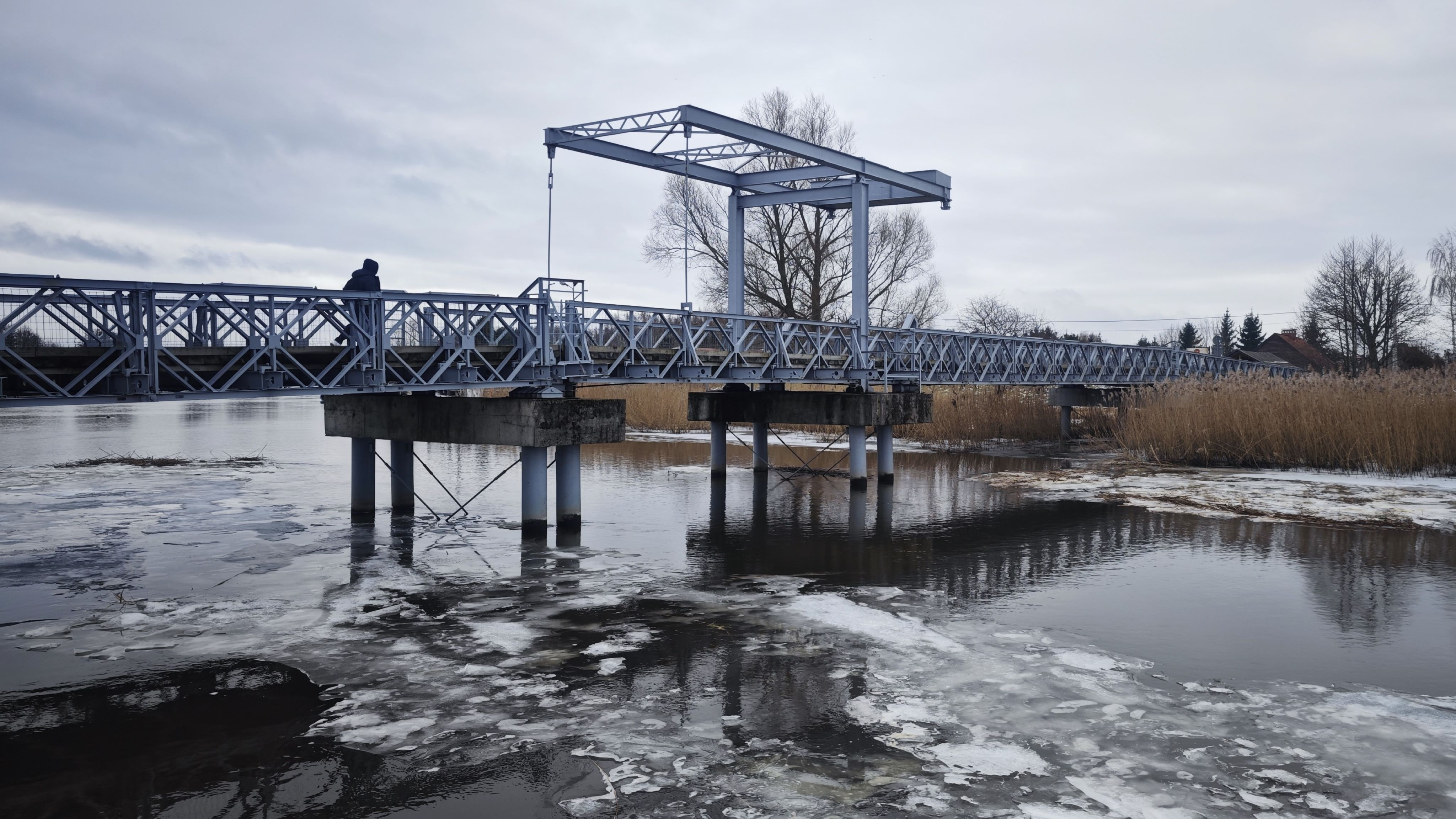
Część ruchoma mostu
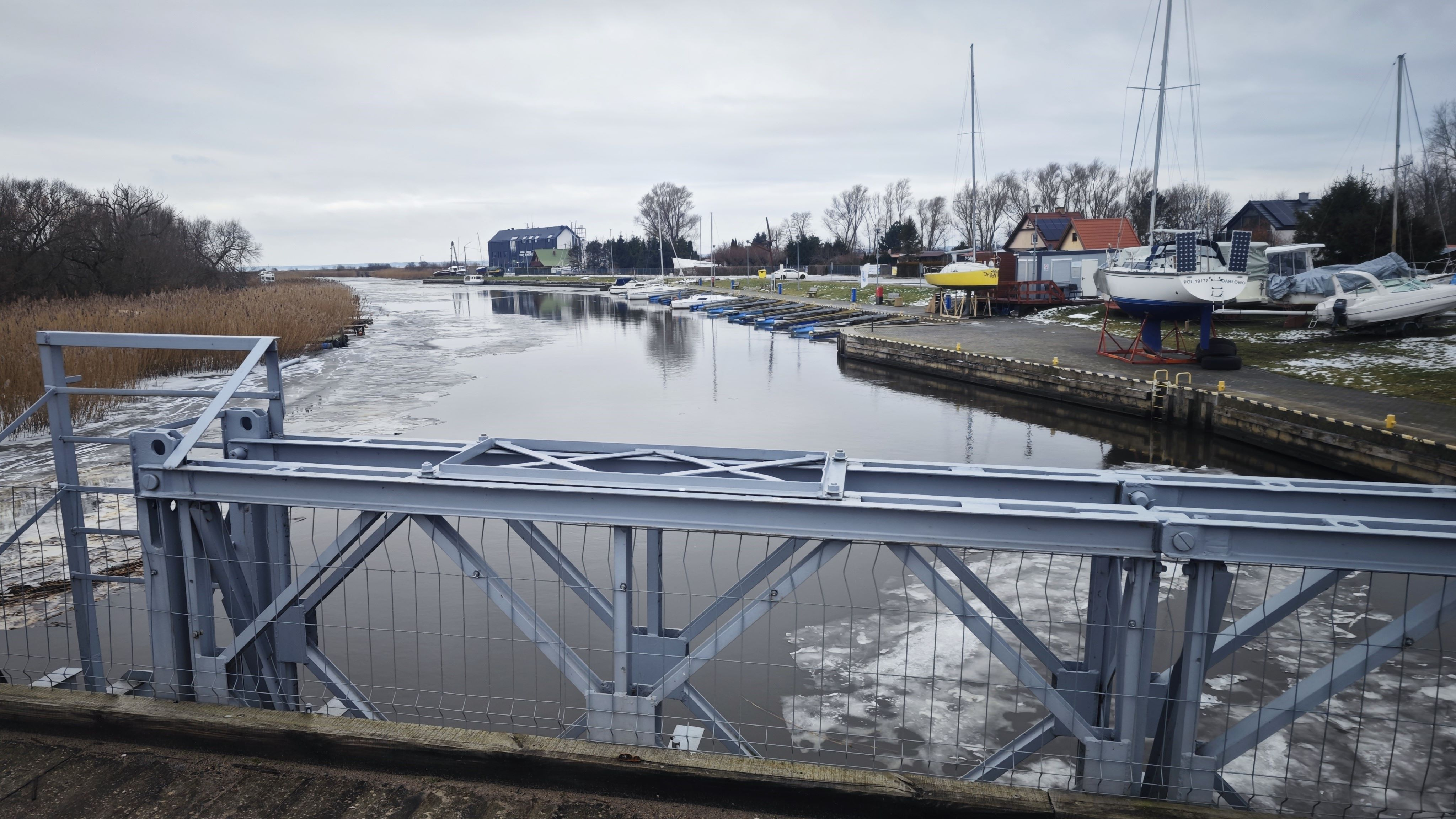
Widok w stronę Zalewu
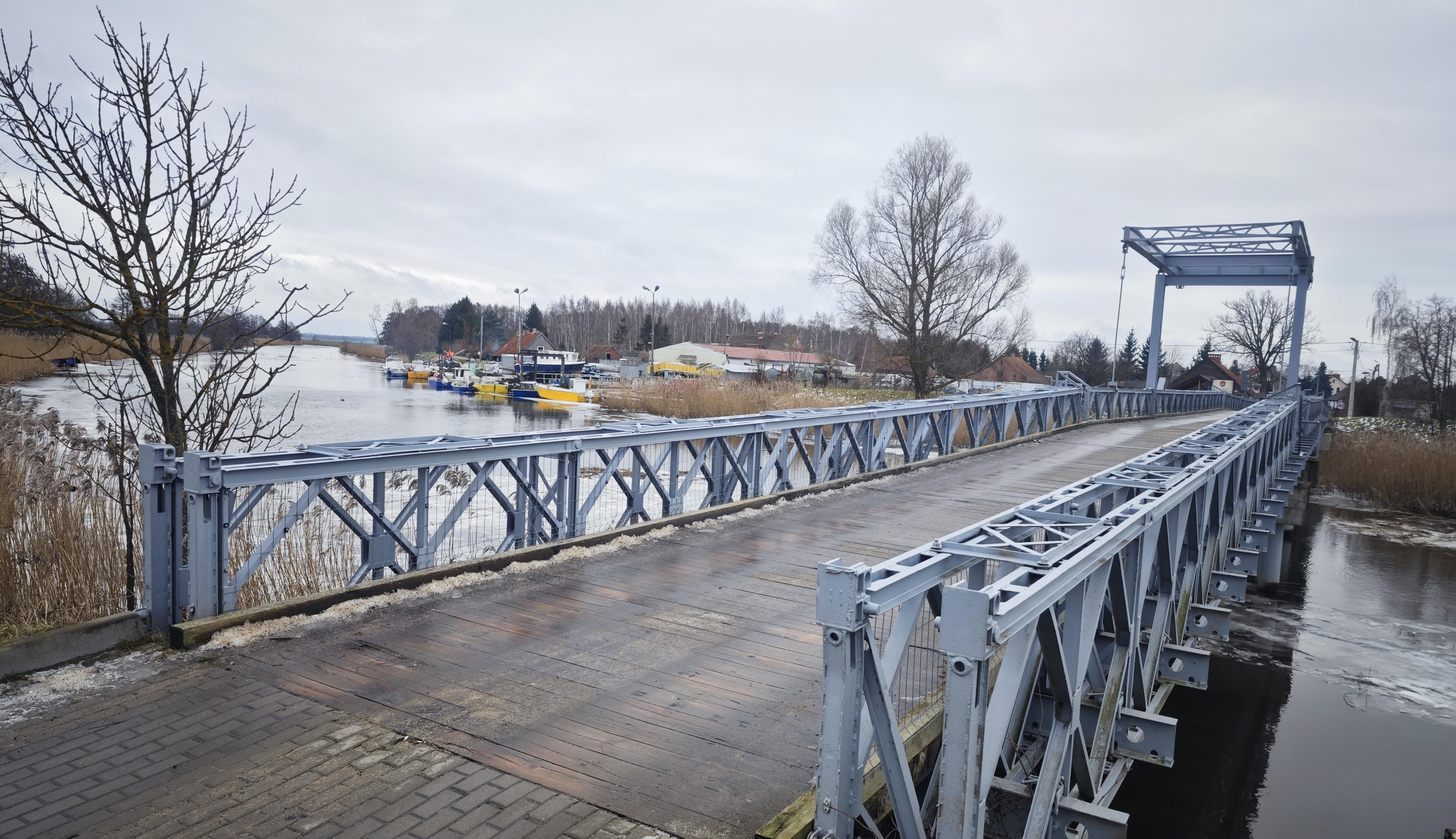
Widok w stronę Braniewa